# WTA Mailand
Das WTA Mailand (offiziell: Milano Ladies Indoor) war ein Tennisturnier der Women’s Tennis Association, das in Mailand ausgetragen wurde.

## Siegerliste

### Einzel
| Jahr | Siegerin     | Finalgegnerin       | Ergebnis      |
| ---- | ------------ | ------------------- | ------------- |
| 1991 | Monica Seles | Martina Navratilova | 6:3, 3:6, 6:4 |

### Doppel
| Jahr | Siegerinnen               | Finalgegnerinnen                         | Ergebnis |
| ---- | ------------------------- | ---------------------------------------- | -------- |
| 1991 | Sandy Collins Lori McNeil | Sabine Appelmans Raffaella Reggi-Concato | 7:6, 6:3 |